# Schau ich zum Himmelszelt
Schau ich zum Himmelszelt ist ein von Ernst Bader, Ralf Arnie und Werner Müller geschriebener Schlager aus dem Jahr 1959, der von der Sängerin und Schauspielerin Caterina Valente zusammen mit dem RIAS Tanzorchester unter der Leitung von Werner Müller in dem Film Du bist wunderbar auf Deutsch gesungen wurde. Veröffentlicht wurde es später zudem als auf Deutsch und Italienisch.

## Hintergrund und Veröffentlichung
Schau ich zum Himmelszelt wurde in dem Film Du bist wunderbar von Valente mit dem RIAS Tanzorchester unter der Leitung von Müller gesungen und im gleichen Jahr als Single bei Decca Records veröffentlicht. Auf der B-Seite befand sich das Lied Ich weiß ja alles von dir, das auch in der englischen Fassung als Love is with Me Tonight als eigenständige Single veröffentlicht wurde.
Eine italienische Fassung von Schau ich zum Himmelszelt mit dem Titel Guardando il cielo befand sich zudem auf der B-Seite der Single Bongo Cha-Cha-Cha. Beide Lieder erschienen zudem auf dem Album Rendezvous International – Du bist wunderbar, das ebenfalls im Jahr 1959 veröffentlicht wurde.

## Chartplatzierung und Coverversionen
Schau ich zum Himmelszelt stieg am 1. Oktober 1959 in die deutschen Singlecharts ein und hielt sich fünf Monatsausgaben in den Charts, wobei das Lied mit Rang 18 seine höchste Notierung verzeichnete. Zuletzt war es in der Chartausgabe vom 1. Februar 1960 vertreten. In Österreich und der Schweiz konnte sich das Lied dagegen nicht platzieren.
Das Lied wurde nach dem Erscheinen des Films und der Single vereinzelt gecovert. Neben der italienischen Version Guardando il cielo von Caterina Valente selbst erschien 1960 eine niederländische Fassung des Liedes von Annie Palmen mit dem Titel Ik zie in 't hemelblauw.